# جائزة أنا امرأة
أنا امرأة هي عبارة عن منصة أنشأتها مؤسسة كاران غوبتا التعليمية ومدرسة آي إي IE للأعمال لتكريم النساء الملهمات. في الحدث، تتحدث النساء عن تحدياتهن المهنية والشخصية وكيف تغلبن عليها.
من بين الحاصلين على جوائز أنا امرأة لعام 2016، سونام كابور لأدائها في فيلم نيرجا، ولاكي موراني، وأمريتا رايشاند، وديفيتا سراف وغيرهن.
في أبريل 2017 ، ذهبت جوائز أنا امرأة إلى أمروتا فادنافيس ولاكسمي ديكسيت وجاوري ساوانت وكريشكا لولا وفراح خان علي وماليني أجروال و شاهين ميستري لمساهماتهن في تمكين المرأة.
في الإصدار الثالث من جوائز أنا امرأة لعام 2018 ، مُنحت الجائزة لسوشميتا سين، وليا تاتا، وميشيل بوناوالا، وبهافنا جاسرا، وفالجوني بيكوك، وماليشكا آر جيه، وأبها سينغ، وبريثا سرينيفاسان، وجيوتي داول. غطّى الحدث أمبر ويجمور ومادهو. في هذه النسخة من الجائزة، فُتح باب الترشيح للجوائز وتلقت اللجنة الآلاف من طلبات التقديم. وكان من بين الضيوف والمشاهير في حفل توزيع الجوائز المرموقة ماهيكا ميربوري، وشيبا أكشديب، وريشما ميرشانت، وفراح خان علي، وأرتي وكايلاش سوريندراناث، ومرينال ديشراج، وفيكاس بهالا، وكيران باوا، وكرزان باوا، وآرزو جويتريكار.
في أبريل 2019، استضافت كاران غوبتا الطبعة الرابعة من أنا امرأة. وكان من بين الفائزين سونالي بندر، والمصممة نيتا لولا، والمؤسس المشارك لـجينيسيس لاكشري ديبيكا جيهاني، والمؤلفة بريا كومار، ورئيسة التعلم في إنفوسيس كيشا غوبتا، والمحامية ديبيكا سينغ راجاوات، والناشطات الاجتماعيات سيندوتاي سابكال ونيهاري مندالي. كان المشاركون في حلقات النقاش هم ماناسي جوشي روي، ومانسي سكوت والممثلون روهيت روي، وبارفين داباس وتانوج فيرواني. ومن بين الضيوف والمشاهير في حفل توزيع الجوائز المرموقة ديفيا سيث، وفيديا مالفادي، وسانديب سوباركار، وآرتي، وكايلاش سوريندراناث من بين آخرين. وحضرها أيضًا الفائزون بالنسخة السابقة سوشميتا سين، وليا تاتا، وميشيل بوناوالا، وبهافنا جاسرا. نصحت سونالي بندر النساء بالاستقلال المالي.